# Pałowo

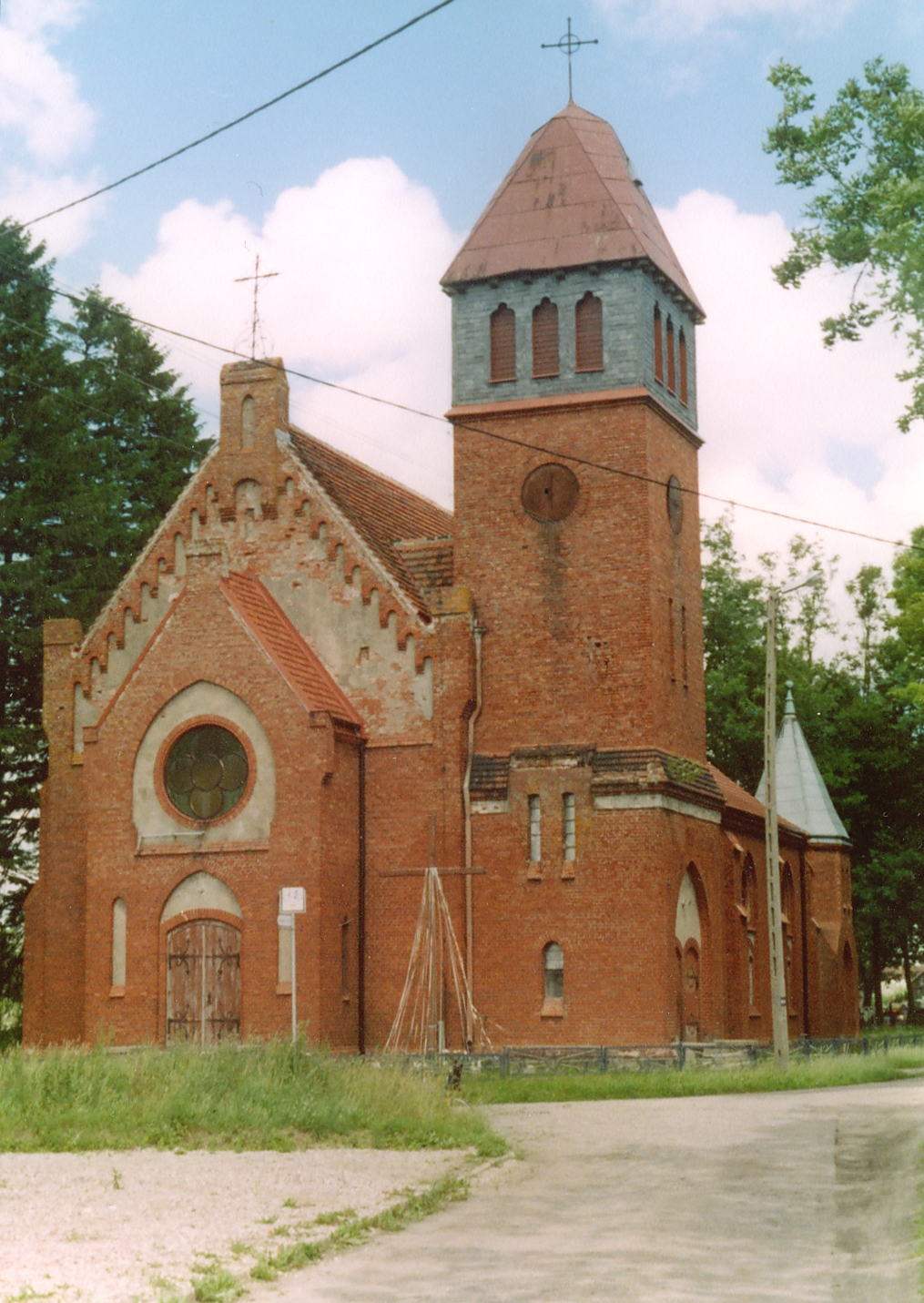
Dorfkirche, bis 1945 Gotteshaus der evangelische Gemeinde Alt Paalow

Pałowoⓘ (deutsch Alt Paalow) ist ein Dorf in der polnischen Woiwodschaft Westpommern. Es gehört zur Gmina Postomino (Gemeinde Pustamin) im Powiat Sławieński (Schlawer Kreis).

## Geographische Lage
Das Dorf liegt in Hinterpommern, zwölf Kilometer nordöstlich der Kreisstadt Sławno (Schlawe) entfernt. 
Die Ortschaft liegt in einer flachhügeligen Landschaft auf einer Höhe von etwa 30 Metern über NN. Das Wiesental der Moszczeniczka (Motz), die von Gać (Gatz) kommend durch Pieszcz (Peest) fließt und bei Tyń (Thyn) in die Wieprza (Wipper) mündet, begrenzt die Gemarkung nach Norden.
Nachbarorte sind: im Westen Nosalin (Nitzlin), im Norden Pieszcz (Peest), im Osten Gać (Gatz; schon in der Woiwodschaft Pommern liegend), und im Süden Pałówko (Neu Paalow) und Wrześnica (Freetz).

## Ortsname
Seit alters her Palow, dann Paalow genannt, wird die Bezeichnung Alt Paalow erst in der Mitte des 19. Jahrhunderts eingeführt, als die Güter und Anlage von Neu Paalow (Pałówko) aufgelöst wurden.

## Geschichte
In einem Urfehdebrief wird im Jahre 1456 als borgere unde inwanere to Slave u. a. Jacob Palowe genannt. Ab 1466 war Paalow im Besitz der Familie von Below. Durch Einheirat des Hauptmanns Hanns Caspar von Krockow 1637 fielen zwei Drittel des von Belowschen Lehens an die Krockows.
1784 gehörten zu Paalow A (von Below) 1 Vorwerk mit zwei Dritteln der Fläche, 3 Bauern und 1 Kossät, zu Paalow B (von Krockow) ein Drittel der Fläche, 3 Bauern, 1 Kossät und 1 Holzwärterkaten.
Um 1800 erwarb eine Frau von Below, geborene von Wussow, ganz Paalow, musste es aber 1829 an den preußischen Staat verkaufen. Dieser siedelte die Güter auf und legte das Dorf Neu Paalow (Pałówko) an.
1818 lebten in Paalow 217 Einwohner. Ihre Zahl stieg bis 1895 auf 315 und betrug 1939 noch 262.
Bis 1945 gehörte Alt Paalow mit Neu Paalow, Nitzlin (Nosalin), Peest (Pieszcz) und Stemnitz (Staniewice) zum Amtsbezirk Peest und – ohne Stemnitz – auch zum Standesamtsbezirk Peest, außerdem zum Amtsgerichtsbereich Schlawe. Es liegt im Landkreis Schlawe i. Pom. im Regierungsbezirk Köslin der preußischen Provinz Pommern.
Gegen Ende des Zweiten Weltkriegs besetzte am 8. März 1945 die Rote Armee das Dorf, das bereits voll von Flüchtlingen aus Ostpreußen war. Nach Kriegsende wurde das Dorf seitens der sowjetischen Besatzungsmacht unter Verwaltung der Volksrepublik Polen gestellt. In der Folgezeit vertrieb die polnische Administration die Einwohner und besiedelte es durch polnische Migranten.
Pałowo ist heute ein Ortsteil der Gmina Postomino im Powiat Sławieński in der Woiwodschaft Westpommern (bis 1998 Woiwodschaft Słupsk).

## Ortsgliederung bis 1945
Vor 1945 gehörte zur Gemeinde Alt Paalow ein Wohnplatz:
- Fichthof (früher Fichtkaten, polnisch Zagnieździe), Streusiedlung 2,5 Kilometer südlich des Dorfes mit fünf einzelnen Bauernhöfen am Weg nach Nitzlin (Nosalin) und Notzkow (Noskowo).

## Kirche

### Kirchengemeinde
Alt Paalow, dessen Einwohner vor 1945 fast alle evangelisch waren, war eine selbständige Kirchengemeinde, zu der auch die Dörfer Neu Paalow (Pałówko) und Nitzlin (Nosalin) gehörten. Als Filialgemeinde war sie in das Kirchspiel Peest (Pieszcz) integriert, das im Kirchenkreis Schlawe der Kirchenprovinz Pommern der Kirche der Altpreußischen Union lag.
Im Jahre 1940 zählte die Kirchengemeinde Paalow 1095 Gemeindeglieder und lag damit gleichauf mit der Muttergemeinde Peest.
Seit 1945 ist die Bevölkerung von Pałowo überwiegend katholisch. Das Dorf ist heute – wie auch das bereits in der Woiwodschaft Pommern liegende Zębowo (Symbow) – Tochtergemeinde in der Pfarrei Sycewice (Zitzewitz), die dem Dekanat Słupsk-Zachód (Stolp-West) im Bistum Köslin-Kolberg der katholischen Kirche in Polen zugehörig ist.
Evangelische Kirchenglieder werden heute vom Pfarramt der Heilig-Kreuz-Kirchengemeinde (Kościół św. Krzyża) Słupsk (Stolp) in der Diözese Pommern-Großpolen der Evangelisch-Augsburgischen Kirche in Polen betreut.

### Dorfkirche
Das Gründungsdatum der Kirche ist nicht bekannt. Sie ist aus Ziegeln erbaut und trägt einen kleinen hölzernen Glockenturm. Der Altaraufbau zeigt eine Darstellung Jesu am Kreuz. Der ehemalige Tauftisch trug die Jahreszahl 1705. Die größere der beiden Glocken war 1593 gegossen, und die Orgel wurde 1846 von Orgelbaumeister Christian Friedrich Völkner aus Dünnow (Duninowo) erstellt.
1945 wurde das bisher evangelische Gotteshaus zugunsten der Katholischen Kirche enteignet. Am 1. September des Jahres wurde sie neu geweiht und erhielt den Namen Wniebowzięca NMP („Mariä Himmelfahrt“).

## Schule
Das Schulgebäude in Ziegelbauweise stammt aus dem Ende des 19. Jahrhunderts. Es war einklassig mit Lehrerwohnung.

## Verkehr
Der Ort ist über eine Nebenstraße zu erreichen, die bei Sycewice (Zitzewitz) an der polnischen Landesstraße 6 (ehemalige deutsche Reichsstraße 2, heute auch Europastraße 28) abzweigt und bei Tyń (Thyn) auf die Straße Sławno – Postomino trifft. 
Bahnstation ist heute nur noch Sycewice an der Bahnstrecke Stargard Szczeciński–Gdańsk, nachdem die ehemalige Reichsbahnstrecke Schlawe–Stolpmünde mit der Bahnstation Stemnitz (Staniewice) 1945 demontiert wurde.